# La Troncal
La Troncal är en stad i centrala Ecuador. Den är belägen i provinsen Cañar och har en beräknad folkmängd av 41 278 invånare (2009). La Troncal är administrativ huvudort för en av provinsens kantoner med samma namn som staden.